# Palatul CFR
Palatul CFR este o construcție din sectorul 1 al municipiului București, amplasată în partea de sud a Pieței Gării de Nord, clădirea găzduiește sediul administrativ al Căilor Ferate Române. Clădirea este ridicată după planurile arhitectului Duiliu Marcu, execuția ei începând în anul 1937. Din punct de vedere al tehnologie folosite, clădirea este primul edificiu civil de o asemenea dimensiune din România, edificat pe un schelet metalic sudat și înglobat în beton.